# Zou Jiaqi
Zou Jiaqi (4 de noviembre de 2001) es una deportista china que compite en remo. Ganó dos medallas en el Campeonato Mundial de Remo en Sala de 2022, oro en la prueba de ligero 500 m y plata en ligero 2000 m.

## Palmarés internacional
| Campeonato Mundial | Campeonato Mundial | Campeonato Mundial | Campeonato Mundial |
| Año                | Lugar              | Medalla            | Prueba             |
| ------------------ | ------------------ | ------------------ | ------------------ |
| 2022               | Sede virtual       | Medalla de oro     | Ligero 500 m       |
| 2022               | Sede virtual       | Medalla de plata   | Ligero 2000 m      |